# Dan O'Bannon
Daniel Thomas "Dan" O'Bannon (30 de septiembre de 1946-17 de diciembre de 2009) fue un guionista, escritor, director de cine y actor estadounidense que trabajó generalmente con los géneros de ciencia ficción y terror.
Es reconocido por su participación en influyentes películas del género como Dark Star (John Carpenter, 1974), Alien: el octavo pasajero (Ridley Scott, 1979), Lifeforce (Tobe Hooper, 1985), Aliens (James Cameron, 1986) o Total Recall (Paul Verhoeven, 1990). Entre las películas que firmó como director la más destada es Return of the Living Dead (1985) que dio origen a una franquicia. A lo largo de su trayectoria obtuvo 8 nominaciones y 4 galardones.

## Biografía
O'Bannon nació en San Luis, Misuri el 30 de septiembre de 1946 de Bertha y Thomas Sidney O'Bannon, un carpintero.

### Años 1970
Cursó estudios en la Universidad del Sur de California (USC). Tras cambiar de facultad se inscribió en la Escuela de Cine de USC y vivió cerca del campus de Los Ángeles en una vieja casa de dos pisos a la cual llamó afectuosamente "Mansión Menlo" y compartió con otros dos estudiantes de USC (Don Jakoby, quien colaboró con él en varios guiones, entre ellos el de Blue Thunder; y Jeffrey J. Lee, quien se convirtió en un conocido artista en Europa). Allí conoció al director y músico John Carpenter y colaboró con él en su cortometraje de la escuela de cine de USC Dark Star (1970).

"Tienen un origen similar [Alien, el octavo pasajero y Dark Star]. Dan O'Bannon, el guionista de Alien, fue coguionista y actor en Dark Star. Fue raro. Tenía envidia porque ellos tuvieron más dinero, y nosotros no tuvimos nada. Es muy complicado cuando no tienes dinero. Adoro cuando la gente me habla sobre ello y dicen, 'Bueno, tienes que usar más la creatividad'. Yo no diría eso. Siempre es mejor con más dinero. Siempre. No dejes que nadie te diga lo contrario".
John Carpenter (EspinOf, 1 de noviembre de 2022) 

Posteriormente Carpenter expandió el cortometraje hasta convertirlo en una película que fue lanzada en 1974 con un presupuesto de tan solo $60.000. En la película, O'Bannon realizó varios trabajos, incluyendo la preparación del guion, la edición e incluso la interpretación de uno de los personajes principales. Un año más tarde Dark Star ganó el premio Golden Scroll (el nombre original de los Premios Saturn) por Mejores Efectos Especiales.

Supervisé todos los efectos especiales en Dark Star y ejecuté muchos de ellos lo que me enseñó un montón de técnica. Y luego estuvo la adaptación abortada de Dune, que iba a dirigir Alejandro Jodorowsky, el cual me contrató para supervisar los efectos especiales. Fui a París, lo cual fue muy excitante, y permanecí allí seis meses. Jodorowsky había fundado una empresa que hizo un montón de efectos especiales para anuncios en Francia y me dijo que yo iba a ser su jefe".
Dan O'Bannon (Den Of Geek, 19 de diciembre de 2007) 

Su pasión por la ciencia ficción y el terror lo llevaron a abandonar sus primeros trabajos técnicos (incluyendo uno como animador en el clásico de George Lucas, Star Wars) en favor de la creación de guiones. Después de su trabajo en Dark Star fue supervisor adjunto de efectos especiales en la producción de Dune de Alejandro Jodorowsky, pero este proyecto finalmente no se llevó a cabo, dejando a O'Bannon sin casa ni dinero.

"Y entonces, cuando estábamos preparados para rodar, los productores franceses se retiraron. Ahora no tengo ni idea de cuál habría sido mi carrera si hubieran seguido adelante y hecho la película. Probablemente habría sido diferente, pero en lugar de eso me encontré de regreso en Los Ángeles, en bancarrota y mi automóvil lo había regalado. No tenía apartamento, todas mis pertenencias estaban en un guardamuebles y terminé en el sofá de Ronnie Shusett, y fue allí donde escribí Alien: el octavo pasajero".
Dan O'Bannon (Den Of Geek, 19 de diciembre de 2007) 

Tras estas vivencias, junto a su amigo Ronald Shusett quien le había permitido dormir en el sofá de su casa en ese entonces, escribió el guion para Alien: el octavo pasajero (Ridley Scott, 1979). Para su redacción se basaron en varias películas de ciencia ficción y terror como The Thing from Another World (Howard Hawks y Christian Nyby, 1951), Forbidden Planet (Fred M. Wilcox, 1956) y Terror en el espacio (Mario Bava, 1965). El éxito comercial de la película dio origen a una franquicia desarrollada a partir de los personajes y situaciones descritas por O'Bannon pero que han evolucionado a lo largo de las décadas.

"Ya no estoy nervioso sobre ese tema. He superado el cabreo de ver como se realizan esas secuelas tontas así que ya realmente ya no me preocupa. Una película de terror es algo frágil y, una vez que has mostrado el original, ya no da miedo. James Cameron, en Aliens, hizo la única cosa que se podía hacer: cambiar el género de una película de terror a otra de acción. Pero una vez que has hecho eso ya no hay nada más que hacer. Y los productores siguen exprimiendo la temática hasta que se convierte en una cáscara hueca. Pero mientras sigan proporcionándoles dinero seguirán haciéndolo".
Dan O'Bannon (Den Of Geek, 19 de diciembre de 2007) 

### Años 1980
En la nueva década O'Bannon ayudó a crear la película animada Heavy Metal (1981), dirigida por Jimmy Murakami y Gerald Potterton, escribiendo dos de sus segmentos ("Soft Landing" y "B-17"). Se trata de una película de antología basada en la revista homónima especializada en la ciencia ficción dirigida a un público adulto. En su adaptación para la pantalla diferentes creadores mostraban diferentes historias de terror, erotismo o de fantasías oscuras al estilo de Creepshow (George A. Romero, 1982). Pese a obtener 4 galardones y 2 nominaciones su recepción comercial no fue demasiado buena lo que no ha impedido que se convierta en una película de culto.

"Título de culto que demostraba una vez más que la animación no tenía porque estar reñida con la edad infantil —la hiperabundancia de violencia y sexo habla por sí sola—, Heavy Metal (...) queda como un loable intento de dirigir el mundo de las cintas de dibujos animados hacia otro tipo de público, y sólo por eso ya merecería más que de sobra un lugar entre los filmes más determinantes del "género""
Sergio Benítez (EspinOf, 4 de noviembre de 2015) 

Blue Thunder (John Badham, 1983) es una película que muestra una historia de acción sobre un equipo de vigilancia desde helicóptero en la ciudad de Los Ángeles. Dirigida por John Badham, protagonizada por Roy Scheider y Malcolm McDowell, y coescrita junto a Don Jakoby Blue Thunder sufrió grandes cambios en su guion, perdiendo parte de su contenido político, lo que motivó las quejas abiertas y públicas sobre el contenido de la película.

"Es un cómic violento, completamente inverosímil pero no menos disfrutable por ello".
Revista Variety (31 de diciembre de 1982) 

No como guionista sino como asesor de la película de terror C.H.U.D. (Douglas Cheek, 1984) O'Bannon ayudó a crear el diseño conceptual para las criaturas del título.

"Quiere ser un entretenimiento comercial ligero y en la categoría de películas de terror es una propuesta admirable"
Lawrence Van Gelder (The New York Times, 1 de septiembre de 1984) 

El primero de los largometrajes que Tobe Hooper filmó para la productora Cannon Films contó con el guion de O'Bannon y Jakoby: Lifeforce (1985). Película de terror y ciencia ficción, basada en la novela de Colin Wilson The Space Vampires, la historia se desvía de los extraterrestres al vampirismo y a un final apocalíptico. No fue bien recibida en su momento pero terminaría siendo considerada una película de culto.

"Una mezcla de ci-fi de los años cincuenta, vampiros galácticos, zombis de la época, softcore y algo de paranoia social setentera. De hecho, el clímax de la película homenajea a la última entrega del doctor Quatermass,(...) pero antes de eso, Hooper ha tenido tiempo de aglutinar sin freno romances interespecies y ataúdes extraterrestres en la cola de un cometa. El guion es de otro grande, Dan O'Bannon, y aún hoy, Lifeforce sigue siendo una peli desequilibradísima, chiflada a más no poder, y absolutamente única".
John Tones (EspinOf, 28 de agosto de 2017) 

O'Bannon volvería a colaborar con Jakoby y Hooper, también para Cannon Films, para una nueva versión de Invaders from Mars (1986). Los fanáticos de la versión original la consideraron inferior a la película de los años cincuenta y terminó siendo un nuevo fracaso comercial.

"Invaders From Mars fue la segunda de un contrato de tres películas con Cannon Pictures que Hooper firmó tras dirigir Poltergeist como parte del esfuerzo de Menahem Golan y Yoram Globus para dejar de producir para autocines y comenzar a hacer películas más grandes y originales. Con Lifeforce Hooper reunió a técnicos de efectos especiales jovenes y talentosos con experimentados artesanos, encabezados por Stan Winston, quien trajo consigo a gran parte de este equipo para trabajar en Aliens de James Cameron ese mismo año. El material de origen de Invaders From Mars, por sólido que sea, se siente principalmente como un marco suelto. Pero Hooper y su equipo están llenos de monstruos atractivos y escenarios elaborados".
Noel Murray (The Dissolve, 13 de abril de 2015) 

En 1985 realizó su debut como director de largometrajes en la película Return of the Living Dead. Una comedia de terror, y legalmente considerada una secuela de Night of the Living Dead (George A. Romero, 1968), al igual que Alien, el octavo pasajero la película fue un éxito comercial a partir de la cual vieron la luz varias secuelas y spin-offs: Return of the Living Dead Part II (Ken Wiederhorn, 1988), Return of the Living Dead 3 (Brian Yuzna, 1993), Return of the Living Dead: Necropolis (Ellory Elkayem, 2005) y Return of the Living Dead: Rave from the Grave (Ellory Elkayem, 2007).

"O'Bannon merece un crédito considerable por crear una primera media hora expositiva terriblemente divertida, algo en lo que recibe una gran ayuda de la actuación bobalicona de James Karen como un sabelotodo de suministros médicos."
Revista Variety (1984) 

### Años 1990
En 1990, O'Bannon y Shusset se volvieron a juntar para trabajar en Total Recall, una adaptación del relato "We Can Remember It For You Wholesale" de Phillip K. Dick. Dirigida por Paul Verhoeven, e interpretada en sus roles principales por Arnold Schwarzenegger y Michael Ironside, este proyecto fue la primera vez que trabajaron juntos tras su participación en Alien: el octavo pasajero. La película fue un éxito de taquilla y recaudó más 100 millones de dólares.

"Sería imposible hacer películas como RoboCop ahora mismo. Lo han intentado, hicieron el remake, hicieron el remake también de Desafío total, Instinto básico 2 no funcionó, etc. Lo afilado, las múltiples capas, la sexualidad no sería posible. Especialmente en lo que respecta a la ironía: no hay humor, todo es muy serio, y las historias de RoboCop y Desafío total eran historias sin sentido. Siempre tuve la sensación de que no había que tomarlas muy en serio si querías hacer algo más, algo político".
Paul Verhoeven (Miradas de cine, 5 de octubre de 2016) 

La segunda película dirigida por O'Bannon, The Resurrected de 1992, fue un film de terror de bajo presupuesto lanzado directamente en formato de vídeo. Basado en El caso de Charles Dexter Ward de H. P. Lovecraft se enfoca en los antiguos rituales de una familia que despiertan a los muertos. Es considerada una de las mejores adaptaciones al cine de una obra del autor de Providence.
En 1995 fue el coautor del guion para la película Screamers, un film de ciencia ficción posapocalíptico donde los robots están programados para matar. Basándose en una adaptación del relato de Philip K. Dick "Second Variety", O'Bannon comenzó a trabajar en el guion a principios de los años 1980.
Un guion antiguo que había sido escrito por el dúo, titulado Hemoglobin, también fue convertido en una película en el filme de bajo presupuesto de 1997 Bleeders.

## Vida personal y muerte
O'Bannon estuvo casado con Diane Louise Lindley desde el 18 de enero de 1986 hasta su muerte por la enfermedad de Crohn en Los Ángeles el 17 de diciembre de 2009. Tuvieron un hijo llamado Adam.

## Filmografía
Como director
- 1969 - Blood Bad (cortometraje)
- 1985 - The Return of the Living Dead
- 1992 - The Resurrected

Como guionista
- 1969 - Blood Bad (cortometraje)
- 1974 - Dark Star
- 1979 - Alien, el octavo pasajero
- 1981 - Dead & Buried
- 1981 - Heavy Metal (segmentos Soft Landing y B-17)
- 1983 - Blue Thunder
- 1985 - The Return of the Living Dead
- 1985 - Lifeforce
- 1986 - Invaders from Mars
- 1990 - Total Recall
- 1995 - Screamers
- 1997 - Bleeders
- 2004 - Alien vs. Predator

Como actor
- 1969 - Foster's Release
- 1974 - Dark Star
- 1985 - Return of the Living Dead
- 1997 - Area 51: The Alien interview
- 2001 - Delivering Milo

Como diseñador de efectos visuales
- 1977 - Star Wars